# جويل بينيت
جويل بينيت (بالإنجليزية: Joel Bennett)‏ هو لاعب كرة قاعدة أمريكي، ولد في 31 يناير 1970 في بينغامتون في الولايات المتحدة.

## وصلات خارجية
- جويل بينيت على موقع دوري كرة القاعدة الرئيسي (الإنجليزية)
- جويل بينيت على موقعبيزبول رفرنس.كوم (الدوري الرئيسي) (الإنجليزية)
- جويل بينيت على موقعبيزبول رفرنس.كوم (الدوري الثانوي) (الإنجليزية)
- جويل بينيت على موقع إي إس بي إن.كوم (أم.أل.بي) (الإنجليزية)
- جويل بينيت على موقع مشجعي الرسوم البيانية (الإنجليزية)